# Санта Бриджида
Са̀нта Бриджѝда (на италиански и на ломбардски: Santa Brigida) е община в Северна Италия, провинция Бергамо, регион Ломбардия. Административен център на общината е село Кола (Colla), което е разположено на 805 m надморска височина. Населението на общината е 541 души (към 2017 г.).